# Pic dels Moros
Le pic dels Moros (ou pic des Mauroux) est un sommet du département français des Pyrénées-Orientales culminant à 2 137 mètres. C'est également un site de parapente, où a été organisée la Coupe du monde en 2023.

## Toponymie
Le nom local catalan « pic dels Moros » est également celui utilisé par l'IGN, il peut être traduit par « pic des Maures » en français. Toutefois, on trouve aussi en français l'appellation « pic des Mauroux ».

## Géographie

### Topographie
Le pic dels Moros se trouve au-dessus du village de Targasonne (Pyrénées-Orientales), à la limite territoriale entre ce dernier et la commune de Font-Romeu-Odeillo-Via et à proximité de la station de ski de Font-Romeu. Il se trouve dans le massif du Carlit, dans la région culturelle et historique de Haute-Cerdagne. Il culmine à 2 137 m d'altitude, en surplomb de la vallée.

### Géologie
En contrebas du pic se trouve le chaos de Targassone, un chaos granitique comportant plus de 1 000 blocs rocheux. 

### Faune et flore
Le pic se trouve dans la zone naturelle d'intérêt écologique, faunistique et floristique (ZNIEFF) de type 2 « Serrat des Loups », programme visant à décrire la biodiversité du secteur. Dans le cadre de ce programme, le Conservatoire des espaces naturels du Languedoc-Roussillon (CEN LR) a identifié la présence, entre autres, de loup gris, de l'aigle royal, du grand Tétras et de plusieurs espèces de plantes, dont cinq sont protégées.

## Activités

### Voies d'accès et randonnées
Le sentier pour accéder au pic dels Moros depuis le parking de la Calme (station de ski de Font-Romeu) est très large et avec peu de dénivelé. Le sommet offre une vue panoramique à 360° sur toute la Cerdagne.
Il est également possible d'y accéder depuis le site de parapente de Targasonne, situé à proximité.

### Parapente
Un site important de parapente se situe près du sommet, le « site des Mauroux ». Une pré-Coupe du monde y est organisée par le club local « Appel d’air » (ainsi que sur deux sites voisins) du 5 au 9 septembre 2021. En 2023, la Coupe du monde de parapente s'y tient du 26 août au 2 septembre,.
Une balise météo est installée au sommet par le club.

### Ski de fond
Le sommet se trouve à proximité d'une piste de ski de fond, « la petite calme », dans le secteur La Calme à Font-Romeu.

### Thémis
Le site de la centrale solaire Thémis se situe sur les pentes du pic et est parfois ouvert à la visite.

### Protection environnementale
Le site se trouve au sein de la zone Natura 2000 Capcir, Carlit et Campcardos.